# Los secretos de papá
Los secretos de papá é uma telenovela argentina produzida pela Pol-ka Producciones e exibida pelo Canal 13 entre 9 de agosto de 2004 e 22 de março de 2005. 
Foi protagonizada por Dady Brieva e Romina Gaetani e antagonizada por Federico D'Elía e Cecilia Milone.

## Sinopse
Ruben Goldfinch um desocupado e nenhum ator sorte deve trabalhar em um programa de TV que é responsável por fazer câmeras escondidas para revelar casos obscuros. Uma de suas missões é expor uma empresa familiar de renome (a fábrica de massas), e isso deve representar gay. A ideia, descubra um caso de discriminação na empresa.
Há Rubén meet Eugenia a filha do proprietário, Antonio e esposa de Tony. O casamento deles está errado e se torna seu confidente Ruben.
Mas segredos não são apenas aqueles que ele esconde. Eles também são os que o esconder. Como Camila, seu produto filha de um relacionamento furtivo, ea existência de protagonista desconhecido. Adolescente fornecido ousadia, sem saber que sua mãe, Camila vai em busca de seu pai desconhecido. Quando encontro, pai e filha ir morar em um pequeno apartamento. A mãe de Fernanda, Camilla, se opõe e, portanto, Ruben considera essencial para manter a segurança no emprego para demonstrar a solvência financeira. Esta circunstância inesperada frustra o plano original de deixar a fábrica de massas depois de completar sua televisão missão. O maior problema é que Camilla não sabe que seu pai 's horário de trabalho é gay.
Quando Reuben diz a verdade Eugenia e, finalmente, parece que tem a chance de estar juntos, a presença de Carla (acrescenta Cecilia Milone ), primo de Eugenia, que irá separar o casal mais uma vez.

## Elenco
- Dady Brieva como Rubén Jilguero.
- Romina Gaetani como Eugenia.
- Betiana Blum como Eloísa.
- Alberto Martín como Antonio.
- Luisana Lopilato como Camila.
- Javier Heit como Facundo.
- Federico D'Elía como Tony.
- Osvaldo Santoro como Mario.
- Claudio da Passano como Jose.
- Graciela Tenenbaum como Rosa.
- Rita Cortese como Blanca.
- Diego Díaz como Mirko.
- Judith Gabbani como Mariana.
- Sergio Gonal como Goyo.
- Mariana Briski como Vilma.
- Patricia Castell como Chela.
- Cecilia Milone como Carla.
- María Eugenia Ritó como Pamela.
- Antonella Mariani como Luli.
- Delfina Varni como Malena.
- Gonzalo Heredia como Tomas.
- Jose Luis Mazza como Silvio.
- Esteban Mellino como Luis.
- Patricia Viggiano como Fernanda.
- Victoria Rauch como Karina.
- Edgardo Moreira
- Federico Amador
- Axel